# Bruce Davison
Bruce Allen Davison (ur. 28 czerwca 1946 w Filadelfii) – amerykański aktor filmowy, teatralny i telewizyjny, także reżyser i producent telewizyjny. Nominowany do Oscara dla najlepszego aktora drugoplanowego i laureat Złotego Globu dla najlepszego aktora drugoplanowego za występ w melodramacie Długoletni przyjaciele (1990).

## Życiorys

### Wczesne lata
Urodził się w Filadelfii w stanie Pensylwania jako syn Marian E. (z domu Holmes), sekretarki, i Claira Williama „Pete’a” Davisona, architekta, muzyka i rysownika dla Korpusu Inżynieryjnego Armii Stanów Zjednoczonych. Jego rodzina była pochodzenia angielskiego, a także miała korzenie holenderskie. Jego rodzice rozwiedli się, gdy miał trzy lata. Był wychowywany przez matkę i spędzał weekendy z ojcem. W 1964 ukończył Marple Newtown Senior High School, a następnie rozpoczął studia na kierunku artystycznym na Uniwersytecie Stanu Pensylwania. Zetknął się z aktorstwem, kiedy towarzyszył przyjacielowi na przesłuchaniu. W 1969 ukończył kurs aktorski na New York University.

### Kariera
W 1966 zadebiutował na profesjonalnej scenie jako Jonathan w Oh Dad, Poor Dad, Mama’s Hung You in the Closet and I’m Feelin' So Bad podczas Pennsylvania Festival Theatre. W 1968 wystąpił na Broadwayu w roli Troilusa w sztuce Jeana Giraudoux Wojny trojańskiej nie będzie. W 1968 trafił do obsady tragedii Williama Shakespeare’a Król Lear w Lincoln Center. W 1969 na scenie off-Broadwayu grał Gordona w spektaklu Dom z dala od. W 1984 powrócił na Broadway w sztuce Tennessee Williamsa Szklana menażeria z Jessicą Tandy.
Debiutowała na ekranie w roli Dana w dramacie Ostatnie lato (Last Summer, 1969) u boku Barbary Hershey, Richarda Thomasa i Catherine Burns. W dramacie fantastycznonaukowym Stevena Spielberga Bliskie spotkania trzeciego stopnia (Close Encounters of the Third Kind, 1977) był niewymienionym statystą. Wcielił się w odludka Willarda Stilesa zaprzyjaźnionego ze szczurami w horrorze Daniela Manna Szczury (Willard, 1971). W serialu NBC Detektyw Hunter (1985–1987) wystąpił w roli kapitana Wylera. Za kreację homoseksualnego Davida, którego kochanek umiera na AIDS w melodramacie Długoletni przyjaciele (Longtime Companion, 1990) otrzymał Złoty Glob, Nagrodę Stowarzyszenia Nowojorskich Krytyków Filmowych i Independent Spirit Awards, a także był nominowany do Oscara. Jako Jacob „Jake” Weiss w odcinku serialu CBS Dotyk anioła (Touched by an Angel, 1998) i za rolę doktora Zimmera w komediodramacie familijnym Hallmark Channel Poza sezonem (Off Season, 2001) zdobył nominację do Nagrody Emmy. W przeboju kinowym Bryana Singera X-Men 2 (X2, 2003) został obsadzony w roli senatora Stanów Zjednoczonych Roberta Jeffersona Kelly’ego, przeciwnego mutantom, który zostaje porwany przez Magneto (Ian McKellen).

## Życie prywatne
20 maja 1972 zawarł związek małżeński z Jess Walton. W marcu 1973 doszło do rozwodu. 4 lipca 1986 poślubił aktorkę Lisę Pelikan, z którą ma syna Ethana (ur. 5 kwietnia 1996). 12 kwietnia 2006 Pelikan i Davison rozwiedli się po 20 latach małżeństwa. 30 kwietnia 2006 ożenił się z Michele Correy, mają córkę Sophię Lucindę (ur. 29 maja 2006).

## Filmografia
- Ostatnie lato (Last Summer, 1969) jako Dan
- Truskawkowe oświadczenie (The Strawberry Statement, 1970) jako Simon
- Been Down So Long It Looks Like Up to Me (1971) jako Fitzgore
- Szczury (Willard, 1971) jako Willard Stiles
- Owen Marshall, Counsellor at Law (1971) jako Raymond 'Cowboy' Leatherberry
- Peege (1972) jako Greg
- Ucieczka Ulzany (Ulzana's Raid, 1972) jako por. Harry Garnett DeBuin
- The Jerusalem File (1972) jako David Armonstrong
- The Affair (1973) jako Jamie Patterson
- Mame (1974) jako TV Starszy Patryk
- The Last Survivors (1975) jako Michael Larsen
- Łapiduchy (Mother, Jugs & Speed, 1976) jako Leroy
- Last Summer (1976) jako Dan
- Grand Jury (1976) jako Bobby Allen
- The Gathering (1977) jako George Pelham
- Portrait of Grandpa Doc (1977) jako Doug
- French Quarter (1977) jako Kid Ross/Inspektor Sordik
- Short Eyes (1977) jako Clark Davis
- Zagubiony transport (Brass Target, 1978) jako Col. Robert Dawson
- Deadman’s Curve (1978) jako Dean Torrence
- Mourning Becomes Electra (1978) jako Orin Mannon
- Summer of My German Soldier (1978) jako Anton Reiker
- The Gathering, Part II (1979) jako George
- Mind Over Murder (1979) jako Jason
- The Lathe of Heaven (1980) jako George Orr
- Kiss My Grits (1980)
- Ryzykowna gra (High Risk, 1981) jako Dan
- Incident at Crestridge (1981) jako Clint Larsen
- The Wave (1981) jako Bruce Ross
- Tomorrow’s Child (1982) jako Cliff Bender
- Kłamstwa (Lies, 1983) jako Stuart Russell
- The Taming of the Shrew (1983) jako Tranio
- Ghost Dancing (1983) jako Calvin Obe
- Detektyw Hunter (Hunter, 1984–1991) jako kapitan Wyler (1985–1986)
- Zbrodnie namiętności (Crimes of Passion, 1984) jako Donny Hopper
- Szpiedzy tacy jak my (Spies Like Us, 1985) jako Ruby
- Alfred Hitchcock przedstawia (Alfred Hitchcock Presents) (1985–1989)
- The Ladies Club (1986) jako Richard Harrison
- Karna kompania (The Misfit Brigade, 1987) jako Porta
- Biedna mała bogata dziewczynka (Poor Little Rich Girl: The Barbara Hutton Story, 1987) jako Jimmy Donahue
- Lady in the Corner (1989) jako Bill Guthrie
- The More You Know (1989) jako on sam
- Długoletni przyjaciele (Longtime Companion, 1990) jako David
- Oddaj mi męża (Stolen: One Husband, 1990) jako dr Peter Foley
- Steel and Lace (1991) jako Albert Morton
- Harry i Hendersonsonowie (Harry and the Hendersons, 1991–1993) jako John McCormick
- Uniknąć śmierci (Live! From Death Row, 1992) jako Laurence Dvorak
- Desperate Choices: To Save My Child (1992) jako Richard Robbins
- An Ambush of Ghosts (1993) jako Bill Betts
- Na skróty (Short Cuts, 1993) jako Howard Finnigan
- Szósty stopień oddalenia (Six Degrees of Separation, 1993) jako Larkin
- Zemsta matki (A Mother’s Revenge, 1993) jako Bill Sanders
- Szczęście, wiara i ketchup (Luck, Trust and Ketchup, 1993) jako on sam
- Someone Else's Child (1994) jako Nick Callahan
- Oddając ci hołd (Homage, 1995) jako Joseph Smith
- Znajomy z parkingu (Down, Out & Dangerous, 1995) jako Brad Harrington
- Król deskorolki (The Skateboard Kid 2, 1995) jako Burt Squires
- Present Tense, Past Perfect (1995)
- Daleko od domu: Przygody żółtego psa (Far From Home: The Adventures of Yellow Dog, 1995) jako John McCormick
- Czarownice z Salem (The Crucible, 1996) jako Parris
- After Jimmy (1996) jako Ward Stapp
- Moje przyjęcie (It's My Party, 1996) jako Rodney Bingham
- Pocałunek wdowy (Widow's Kiss, 1996) jako Justin Sager
- Pod wiatr (1996) jako dr Michael Millerton
- Lovelife (1997) jako Bruce Forman
- Kancelaria adwokacka (The Practice) (1997–2004) jako Scott Wallace (2000–2001)
- Kolor prawa (Color of Justice, 1997) jako Frank Gainer
- Paulie – gadający ptak (Paulie, 1998) jako doktort Reingold
- Uczeń szatana (Apt Pupil, 1998) jako Richard Bowden
- Poeta (Little Girl Fly Away, 1998) jako Frank
- Vendetta (1999) jako Thomas Semmes
- Dotyk miłości (At First Sight, 1999) jako dr Charles Aaron
- W pułapce milczenia (Locked in Silence, 1999) jako Jim
- Zapisane w sercu (A Memory In My Heart, 1999) jako Chase Stewart
- X-Men (2000) jako senator Kelly
- Król żyje (The King Is Alive, 2000) jako Ray
- Letnia przygoda (Summer Catch, 2001) jako Rand Parrish
- Piękna i szalona (Crazy/Beautiful, 2001) jako Tom Oakley
- Na krawędzi (On the Edge) (II, 2001)
- Poza sezonem (Off Season, 2001) jako dr Zimmer
- Za młody na ojca (Too Young to Be a Dad, 2002) jako Dan Freeman
- Dahmer (2002) jako Lionel Dahmer
- Bez przedawnienia (High Crimes, 2002) jako generał Bill Marks
- Prawnicy z Los Angeles (L.A. Law: The Movie, 2002) jako Lawrence Diebenkorn
- Ława przysięgłych (The Runaway Jury, 2003) jako Durwood Cable
- Manfast (2003) jako Rupert Iris
- X-Men 2 (X2, 2003) jako senator Robert Jefferson Kelly
- Evergreen (2004) jako Frank
- Prześladowani (2004) jako senator Donald Harrison
- Szpital „Królestwo” (Kingdom Hospital, 2004) jako doktor Stegman
- The Clinic (2004) jako Martin Landrum
- Hate Crime (2005) jako pastor Boyd
- Touched (2005) jako Robert Davis
- Going Shopping (2005) jako Adam
- Confession (2005) jako ojciec Thomas Parker
- Osiem milimetrów 2 (8mm 2, 2005) jako Ambasador Harrington
- Trójkąt (The Triangle, 2005) jako Stan Latham
- Siedem żyć (The Dead Girl, 2006) jako ojciec Leah
- The Real Catch (2006) jako Bruce Howard
- Knight Rider (2008) jako Charles Graiman
- Titanic II (2010) jako kapitan James Maine
- The Lords of Salem (2012) jako Francis Matthias